# Класове компютри
Компютрите могат да се класифицират по много различни начини. По-долу са посочени някои най-чести класификации. За други вижте Категория:Класове компютри.

## Класове според размера

### Микрокомпютри (персонални компютри)
Микрокомпютрите са най-често срещаната разновидност на компютри към края на 2014 година. Терминът „микрокомпютър“ е въведен с появата на системи на базата на едночипов микропроцесор. Най-известна сред първите машини е Altair 8800, представена през 1975. Терминът „микрокомпютър“ на практика вече се е превърнал почти в анахронизъм.
Тези компютри включват:
- Настолни компютри – състоят се от монитор и корпус, за поставяне под или върху бюро.
- Автомобилни компютри (carputers) – вградени в автомобил, за развлечение, навигация и др.
- Игрални конзоли – стационарни компютри, специализирани за развлечения (видеоигри).

По-малките микрокомпютри се обобщават и като мобилни устройства:
- Лаптопи и преносими компютри – Преносими са и нямат отделни компоненти.
- Таблет, преносим компютър, но със сензорен екран, напълно заменящ физическата клавиатура.
- Смартфон, смартбук, PDA и palmtop компютри – малки, джобни компютри с ограничен хардуер.
- Програмируем калкулатор – като малък PDA, но специализиран за математически операции.
- Преносими игрови конзоли – като игрови конзоли, но малки и портативни.

### Миникомпютри (компютри от среден клас)
Мини компютрите (разговорно, мини) се отнасят към класа компютри, предназначени за няколко потребителя, които се намират в средния диапазон на изчислителен спектър, между най-големите МЕЙНФРЕЙМ и най-малките (микро или персонални компютри). Терминът superminicomputer е бил използван, за да се разграничат по-мощните миникомпютри, които доближават по мощност мейнфрейм компютрите. Супермини обикновено са били 32-битови, докато повечето мини-компютри са били 16-битови. Модерен термин за миникомпютър е midrange computer, например високите класове системи от типа SPARC, POWER и Itanium на Oracle, IBM и „Хюлет-Пакард“.

### Мейнфрейм
Терминът мейнфрейм е създаден, за да подчертае традиционните, големи институционални компютри, предназначени за обслужване на много потребители едновременно посредством по-малки машини, предназначени за един потребител. Тези компютри са в състояние бързо да обработват много големи обеми от данни. Използват се в по-големи организации, като правителство, банки и големи корпорации. Производителността им се измерва в MIPS (милиона инструкции в секунда) и могат да изпълнят заявки от страна на много потребители едновременно.

### Суперкомпютри
Суперкомпютърът е насочен към изпълнението на задачи, свързани с обемни цифрови изчисления, като например прогнози за времето, динамика на флуидите, ядрени симулации, теоретична астрофизика и сложни научни изчисления. Суперкомпютърът е компютър, който е на предната линия на съвременна изчислителна мощност, особено по отношение на скоростите на изчисление. Терминът суперкомпютър сам по себе си е доста нееднозначен и с развитието на технологиите скоростта на днешните суперкомпютри като правило, става типична за утрешните обикновени компютри. Скоростта на обработка при суперкомпютрите се измерва в брой операции с плаваща запетая в секунда, или в FLOPS. Пример за с операция с плаваща запетая е решаването на математически уравнения с реални числа. От гледна точка на изчислителните възможности, паметта, входно-изходната технология, както и въпроси на топологията, като например трафик и латентност, при суперкомпютрите цената е толкова висока, че не е рентабилно той да изпълнява прости пакетни или стандартни операции (трансакции). Обработката на трансакции се насочва към по-малко мощни компютри, като например сървъри или мейнфрейм. Те работят в хладни помещения за правилно функциониране.

## Класове според функцията

### Сървъри
Сървър обикновено се нарича компютър, предназначен да предоставя услуги. Например компютър, обслужващ база данни може да се нарече „сървър за база данни“. „Файловите сървъри“ управляват голяма колекция компютърни файлове. „Уеб-сървърът“ има за задача оперирането с уеб страници и уеб приложения. Много малки сървъри са всъщност персонални компютри, предназначени да предоставт услуги за други компютри.

### Работни станции
Работни станции са компютри за един потребител с по-високи характеристики от тези на персонален компютър, като може да съдържат специални хардуерни подобрения. Към средата на 1990-те години персоналните компютри достигат технологичните възможности, характерни преди това за мини-компютрите и работните станции. Освен това, появата на многозадачни операционни системи като OS/2, Windows NT и Линукс става възможно работата на този клас машини да се изпълнява и от персонални компютри.

### Вградени компютри
Вградени са компютрите, които са част от друга машина или устройство. Вградените компютри като правило изпълняват компютърна програма, която се съхранява в енергонезависима памет и е предназначена само за работа на дадената машина или устройство. Вградените компютри са вече доста често срещани и все по-често да се свързват с Интернет (виж Интернет на нещата). Като правило те работят непрекъснато, без да е необходимо рестартиране, и програмата им най-общо не може да се променя. Един автомобил може да съдържа няколко вградени компютъра; но една перална машина и DVD плейър съдържат само един. Централните процесори (CPU) във вградените компютри често са насочени само към обслужване на изискванията на конкретното приложение и затова могат да са по-бавни и по-евтини, отколкото процесорът в един персонален компютър.
|  | Тази страница частично или изцяло представлява превод на страницата Classes of computers в Уикипедия на английски. Оригиналният текст, както и този превод, са защитени от Лиценза „Криейтив Комънс – Признание – Споделяне на споделеното“, а за съдържание, създадено преди юни 2009 година – от Лиценза за свободна документация на ГНУ. Прегледайте историята на редакциите на оригиналната страница, както и на преводната страница, за да видите списъка на съавторите. ВАЖНО: Този шаблон се отнася единствено до авторските права върху съдържанието на статията. Добавянето му не отменя изискването да се посочват конкретни източници на твърденията, които да бъдат благонадеждни. |